# Wargasm
Wargasm (estilizado en mayúsculas y a veces conocido como Wargasm (UK)) es un dúo musical británica de rock electrónico de Londres. La banda se formó en 2018 por Sam Matlock, quien previamente había formado parte de Dead!, y Milkie Way, quien previamente había fotografiado sus conciertos. La banda lanzó varios sencillos independientes antes de ser noticia en 2021 por un incidente tras una actuación en el Scala. Su mixtape de 2022, Explicit: The Mixxxtape, alcanzó el puesto n.º 19 en la lista de álbumes de rock y metal del Reino Unido y apareció en la lista de "Mejores álbumes debut de rock y metal de 2022" de Loudwire, mientras que su álbum de 2023, Venom alcanzó el puesto n.º 88 en la lista de álbumes del Reino Unido.
Los críticos suelen clasificar la música de la banda como electro-punk, nu metal y riot grrrl. La banda, su colaboración de 2022 con Enter Shikari, "The Void Stares Back", Explicit: The Mixxxtape y Venom han sido nominados a varios premios en los Heavy Music Awards. Alternative Press los incluyó como una pieza clave de la ola de nu metal de 2020, y NME los incluyó entre los artistas emergentes esenciales de 2021. La pareja también se llevó el premio a Mejor Nuevo Ruido en los Premios Kerrang! de 2022.

## Historia

### Formación y primeros conciertos (2018-2021)
Sam Matlock conoció a Milkie Way cuando la contrataron para grabar su banda Dead!. En 2018, tras la disolución de la banda, Matlock contactó con Way, quien para entonces había conseguido un trabajo como modelo en Tokio, y conectaron con ella gracias a su pasión compartida por grupos de nu metal como Limp Bizkit. Al principio, la pareja empezó a componer canciones de pop punk y grabó un EP en ese estilo llamado Sadgasm, que decidieron no publicar. Tras un incidente en una fiesta en Londres a la que ambos asistieron por sugerencia de Way, en el que Matlock logró despertar a un público poco entusiasta poniendo Limp Bizkit y luego Linkin Park, la banda se diversificó hacia una combinación de rap y nu metal.
Formaron Wargasm en agosto de 2019, tomando su nombre de la canción homónima de L7. En una entrevista de junio de 2020, la pareja declaró que la mitad "War" de su nombre significaba "ese tipo de energía roja, furiosa y visceral" y que la mitad "gasm" significaba "la euforia que sientes cuando escuchas una canción y piensas que es tremendamente fuerte". Wargasm aparece como "Wargasm (UK)" en varios territorios debido a la existencia de otras bandas de Estados Unidos, Finlandia, Suecia y Francia. Lanzaron su sencillo debut, "Post Modern Rhapsody", en agosto de 2019, antes de realizar su primera actuación en directo unas semanas después en un local de baños. Ese mismo noviembre lanzaron "God of War", que posteriormente se utilizó como tema principal de NXT UK. En febrero de 2020, lanzaron una versión de "Lapdance" de N.E.R.D. junto con un vídeo musical. Inicialmente, un lanzamiento exclusivo en SoundCloud, la canción se grabó como un ejercicio para aprender a manejar mejor sus voces después de que Matlock la escuchara en un club. Fue el primer tema punk no pop que grabaron. Ese mismo mes, lanzaron su propia composición, "Gold Gold Gold".
Poco antes del primer confinamiento por la COVID-19 en el Reino Unido, ofrecieron un concierto con distanciamiento social, teloneros de Death Blooms. Después, volaron de Londres a casa de los padres de Way para componer. Allí grabaron los sencillos "Spit", "Rage All Over" y "Backyard Bastards"; lanzaron el primero en junio. Ese mismo mes, tocaron en la cocina de su casa para Download TV, la versión virtual del Download Festival de ese año. Ese mismo septiembre, tocaron en los Heavy Music Awards de ese año y lanzaron "Backyard Bastards", cuyo videoclip lanzaron al mes siguiente. Al mes siguiente, lanzaron el sencillo "Rage All Over", que escribieron sobre su propia rabia ante el deterioro del mundo. A principios de enero de 2021, NME los incluyó entre sus artistas emergentes imprescindibles para el año siguiente.
Ese abril, lanzaron el sencillo "Your Patron Saints", una canción sobre la soledad y el aislamiento que escribieron después de que uno de los miembros de la banda sufriera una pequeña crisis nerviosa en un supermercado. En junio, lanzaron "Pyro Pyro", que sirvió como cara B. Ese mismo mes, actuaron en el Download Festival Pilot de 2021, a y al mes siguiente, Alternative Press los incluyó como una pieza clave de la ola de nu metal de la década de 2020. En agosto de 2021, anunciaron su gira debut como cabezas de cartel por el Reino Unido, con fechas programadas entre el 17 y el 30 de noviembre de 2021, y que al mes siguiente harían una gira con Creeper. Ese mismo agosto, lanzaron el sencillo "Salma Hayek", que se presentó en los festivales de Reading y Leeds de 2021 y en el festival ALT+LDN, y participaron en una remezcla del sencillo "Shut Up" de Death Blooms. Al mes siguiente, ganaron el premio a la "Mejor Revelación del Reino Unido" en los Heavy Music Awards.

### Explicit: The MixxxtapeyVenom(2021-presente)
Un concierto en el Scala en noviembre de 2021 se vio empañado por la agresión de sus guardias de seguridad a Matlock después de su actuación, lo que provocó que el recinto despidiera a varios de sus porteros y estableciera una serie de medidas de seguridad para las siguientes actuaciones. Ese mismo mes, la banda lanzó "Scratchcard Feeling", una canción sobre seguir sintiéndose afortunado a pesar de las continuas pérdidas. Posteriormente, la banda teloneó a Neck Deep en una gira por el Reino Unido a principios de 2022. Al mes siguiente, Rolling Stone informó que Wargasm se uniría a Limp Bizkit en su gira norteamericana "Still Sucks". Ese mismo mes, Matlock y Way anunciaron que habían firmado con Slowplay y Republic Records y que lanzarían un sencillo, "D.R.I.L.D.O.", y un mixtape, Explicit: The Mixxxtape. El mixtape se llamó Explicit debido a la presencia de groserías y letras con contenido sexual, y el sencillo "D.R.I.L.D.O." se lanzó ese mismo mes. Al mes siguiente, actuaron en el Download Festival de ese año, donde fueron la única banda que no estaba compuesta exclusivamente por hombres en el escenario principal. Luego ganaron los Premios New Noise en los Premios Kerrang! de ese año.
En julio, la banda lanzó "Fukstar", una crítica al comportamiento de las personas con altos ingresos. Al mes siguiente, participaron en "The Void Stares Back" de Enter Shikari, que ganó el premio al Mejor Sencillo en los Heavy Music Awards de 2023. En septiembre de 2022, lanzaron Explicit, que incluía los sencillos "Pyro Pyro", "Salma Hayek", "D.R.I.L.D.O" y "Fukstar", además del tema principal "Super Fiend". El mixtape fue nominado a Mejor Álbum Revelación en los Heavy Music Awards de 2023, apareció en la lista de "Mejores Álbumes Debut de Rock + Metal de 2022" de Loudwire y alcanzó el puesto número 19 en la lista de álbumes de rock y metal del Reino Unido. Promocionaron Explicit con la gira Explicit Tour, que incluyó fechas en Mánchester, Glasgow, Nottingham y el O2 Forum Kentish Town. A finales de ese año, realizaron una gira con Enter Shikari y Limp Bizkit. Ese diciembre, lanzaron un nuevo video de "Super Fiend" con imágenes de la gira, seguido de una versión de la canción de Girls Aloud "Something Kinda Ooooh" para Amazon Music. En mayo de 2023, se anunció que Wargasm sería telonero de Corey Taylor en su gira CMF2 de 2023, entre agosto y octubre.
En julio de 2023, anunciaron el primer álbum Venom y lanzaron el sencillo "Do It So Good". El álbum tardó dieciséis meses en producirse, y la banda aprovechó una entrevista con Kerrang! en diciembre de 2023 para culpar a la discontinuidad de su producción y a "las discográficas, distribuidores y toda esa gente que parece que ya no puede hacer su trabajo". Muchos de los temas fueron anteriores a Explicit, ya que la banda trabajaba en ambos simultáneamente. En septiembre, lanzaron "Bang Ya Head", escrita sobre la lucha de Matlock por vivir con un salario de bar. Tanto este tema como la introducción de Venom incluían a Fred Durst gracias a un mensaje directo de la banda. Lanzaron "Modern Love" en octubre, un tema sobre la soledad inducida por la tecnología, al que le siguió un vídeo unos días después y, unos días después, "Molotov", un tema del mixtape de Ho99o9, "Ho99o9 presenta Territory: Turf Talk, Vol. II". Más tarde ese mes, lanzaron Venom, que se ubicó en el puesto número 88 en la lista de álbumes del Reino Unido y fue nominado a Mejor Álbum Revelación en los Heavy Music Awards de 2024.
En mayo de 2024, la banda participó en "God Speed" de Crossfaith, una oda al hedonismo, seguida de "Hedonist (Recharged)", un tema de Concrete Jungle (The OST) de Bad Omens, una expansión de su álbum anterior The Death of Peace of Mind (2022). Al mes siguiente, participaron en "Girls Gone Wild" de Scene Queen, un tema sobre la doble moral misógina de su álbum Hot Singles in Your Area. Ese mismo julio, la banda anunció una transmisión en vivo desde un cementerio de tanques y lanzó "70% Dead", una colaboración con Corey Taylor que se había grabado mientras la banda estaba de gira con él. Al mes siguiente, telonearon a Korn en Gunnersbury Park junto a Loathe y Spiritbox y anunciaron su gira Club Shit por locales íntimos para octubre y noviembre. Harpy fue telonero de la banda en algunos de estos conciertos, mientras que su concierto en Komedia contó con Eville y Karen Dio como teloneros. Para octubre, ya habían encabezado el escenario Cave en el festival 2000trees. Ese mes, lanzaron los sencillos "Circle Pit" y "Bad Seed", una canción previamente lanzada en Japón y otra sobre trolls, junto con un video musical conjunto. En abril de 2025, Wargasm lanzó el sencillo "Vigilantes" y se declararon artistas independientes.
En julio de 2025, la banda lanzó una colaboración con Pendulum. El sencillo, titulado "Cannibal", se lanzó el 25 de julio, tras varias presentaciones durante la gira de verano de Pendulum a principios de ese año. Durante el debut en vivo, la banda acompañó a Pendulum en el escenario para el tema.

## Arte
En una entrevista de enero de 2020 con Crowdsurf & Turf, Way señaló que el estilo y el aspecto visual de la banda estaban "muy influenciados por monolitos de la cultura pop distópica como Blade Runner y Akira, [...] bandas de rock de mierda y de íconos del punk como Joan Jett e Iggy Pop". Matlock utilizó la misma entrevista para señalar que la banda tomó una "enorme" influencia sonora "de los años 2000 y de varias bandas de metal", así como de sus propias actitudes punk, conversaciones que escucharon por casualidad y sus opiniones personales. Al mes siguiente, la banda utilizó una entrevista con Kerrang! para citar el uso de tropos de nu metal por parte de Loathe, Shvpes y Poppy como inspiración, y ese mismo agosto, citaron a L7 como inspiración en una entrevista con Upset. Cuando en una entrevista a principios de 2021 con Fred Perry se les preguntó qué letras de canciones los inspiraban, Matlock respondió "Custer" de Slipknot y Way respondió "Smack a Bitch - Remix" de Rico Nasty. Para "Pyro Pyro", se inspiraron en una escena de un documental sobre Grimes que afirmaba que usaba disparos láser de videojuegos y armas de fuego para construir su música, y para "Salma Hayek", el estribillo se inspiró en Kim Petras y el vídeo en Quentin Tarantino.
En junio de 2020, Revolver describió el trabajo de la banda como "una mezcla particularmente actual de nu metal, punk, música electrónica, pop, hip-hop y todo lo que les dé la gana", y en septiembre de 2020, Emma Madden, de esa misma publicación, describió el sonido de la banda como "un nu-metal robusto [...] con un toque más pop y electrónico más desenfadado, y un espíritu y una carga riot grrrl". Al mes siguiente, Yasmine Summan, redactora de Metal Hammer, describió sus trabajos como "nu-metal nihilista con actitud electro-punk", y en diciembre de 2020, Matt Mills, de esa misma publicación, describió a la banda como nu-metal y "punk riot grrrl descarado". En enero de 2021, la periodista de Alternative Press, Giedrė Matulaitytė, describió su música como una "mezcla ecléctica de actitud punk/riot grrrl, energía hardcore, pesimismo grunge y groove nü-metal turbio", que se disfruta mejor con un buen trago de sangre. Jack Saunders los describió como post-hardcore y una mezcla de The Prodigy y Slipknot. En octubre de 2023, Gregory Adams de Revolver describió su "base musical" como "ritmos house intensos y estilo nu-metal".
En su reseña de Download Pilot, Clash observó "voces estridentes, ritmos de estadio y sonidos electrónicos psicodélicos que se fusionan con una actitud punk y una base guitarrística". El escritor de NME, Ali Shutler, describió lo que percibió como "ciberpunk". Kyann-Sian Williams, de esta última publicación, escribió sobre su actuación en ALT+LDN: "El dúo fusiona la crudeza del screamo con la voz punk de Way". Jack Rogers de Rock Sound, escribió que "Pyro Pyro" "explota con explosiones de bajos distorsionados y guitarras ásperas", mientras que Olivia Stock de Riot, describió "Salma Hayek" como una combinación de "metal, punk, rap, dubstep y pop". En su reseña de Neck Deep como teloneros de Louder Than War en 2022, Daniel Tsourekas elogió el contraste entre la voz "áspera" de Matlock y la voz "más suave pero con un toque punk" de Way. James Christopher Monger, de AllMusic, escribió que el dúo de electro-punk evocaba a "Poppy a lo Limp Bizkit" con su "mezcla cinética de nu-metal, rock industrial, post-hardcore, EDM y hip-hop". En octubre de 2023, Dannii Leivers, de Metal Hammer, describió sus trabajos de post-pop punk como "un choque frenético y caleidoscópico de hardcore digital y electrónica con los ganchos, la pesadez y la actitud del nu metal", y que la banda "parecía la definición de Wikipedia de estrellas de rock modernas".

## Miembros
- Milkie Way – voz, bajo, guitarra, producción
- Sam Matlock – voz, guitarra, producción

## Discografía

### Álbumes de estudio
| Título | Detalles del álbum                                                                                 | Posiciones | Posiciones | Posiciones |
| Título | Detalles del álbum                                                                                 | UK         | UK Rock    | SCO        |
| ------ | -------------------------------------------------------------------------------------------------- | ---------- | ---------- | ---------- |
| Venom  | - Lanzamiento: 27 de octubre de 2023 - Formato: CD, descarga digital, LP - Sello: Republic Records | 88         | 3          | 30         |

### Mixtape
| Título                  | Detalles del álbum                                                                          | Posiciones |
| Título                  | Detalles del álbum                                                                          | UK Rock    |
| ----------------------- | ------------------------------------------------------------------------------------------- | ---------- |
| Explicit: The Mixxxtape | - Lanzamiento: 9 de septiembre de 2022 - Formato: CD, digital, LP - Sello: Republic Records | 19         |

### Sencillos
| Canción                         | Año  | Álbum                   |
| ------------------------------- | ---- | ----------------------- |
| "Post Modern Rhapsody"          | 2019 |                         |
| "God of War"                    | 2019 |                         |
| "Gold Gold Gold"                | 2020 |                         |
| "Lapdance"                      | 2020 |                         |
| "Spit."                         | 2020 |                         |
| "Backyard Bastards"             | 2020 |                         |
| "Rage All Over"                 | 2020 |                         |
| "Your Patron Saints"            | 2021 |                         |
| "Pyro Pyro"                     | 2021 | Explicit: The Mixxxtape |
| "Salma Hayek"                   | 2021 | Explicit: The Mixxxtape |
| "Scratchcard Feeling"           | 2021 | N/A                     |
| "D.R.I.L.D.O"                   | 2022 | Explicit: The Mixxxtape |
| "Fukstar"                       | 2022 | Explicit: The Mixxxtape |
| "Do It So Good"                 | 2023 | Venom                   |
| "Bang Ya Head" (con Fred Durst) | 2023 | Venom                   |
| "Modern Love"                   | 2023 | Venom                   |
| "70% Dead" (con Corey Taylor)   | 2024 | N/A                     |
| "Vigilantes"                    | 2025 | TBA                     |